# Cuscuta coryli
Cuscuta coryli är en vindeväxtart som beskrevs av Georg George Engelmann. Cuscuta coryli ingår i släktet snärjor, och familjen vindeväxter. Inga underarter finns listade i Catalogue of Life.